# Patinatge artístic als Jocs Olímpics d'hivern de 1932
Als Jocs Olímpics d'Hivern de 1932 celebrats a la ciutat de Lake Placid (Estats Units d'Amèrica) es disputaren tres proves de patinatge artístic sobre gel, una en categoria masculina, una altra en categoria femenina i una tercera en categoria mixta per parelles. Les proves es disputaren entre els dies 8 i 12 de febrer de 1932 a les instal·lacions de l'Estadi Olímpic de Lake Placid.

## Comitès participants
Hi participaren un total de 39 patinadors, entre ells 18 homes i 21 dones, de 13 comitès nacionals diferents. Dos patinadors competiren tant en categoria individual com per parelles.
| - Alemanya (1) (homes:1 dones:5) - Àustria (2) (homes:1 dones:1) - Bèlgica (1) (homes:0 dones:1) - Canadà (6) (homes:2 dones:4) - Estats Units (12) (homes:6 dones:6) - Finlàndia (1) (homes:1 dones:0) - França (2) (homes:1 dones:1) |  | - Hongria (4) (homes:2 dones:2) - Japó (2) (homes:2 dones:0) - Noruega (1) (homes:0 dones:1) - Regne Unit (4) (homes:0 dones:4) - Suècia (2) (homes:1 dones:1) - Txecoslovàquia (1) (homes:1 dones:0) |

## Resum de medalles

### Categoria masculina
| Prova              | Or           | Argent           | Bronze            |
| Individual detalls | Karl Schäfer | Gillis Grafström | Montgomery Wilson |

### Categoria femenina
| Prova              | Or          | Argent        | Bronze         |
| Individual detalls | Sonja Henie | Fritzi Burger | Maribel Vinson |

### Categoria mixta
| Prova            | Or                                  | Argent                                        | Bronze                                |
| Parelles detalls | FrançaAndrée Brunet · Pierre Brunet | Estats UnitsBeatrix Loughran · Sherwin Badger | HongriaEmilie Rotter · László Szollás |

## Medaller
| Posició | País         | Or | Argent | Bronze | Total |
| 1       | Àustria      | 1  | 1      | 0      | 2     |
| 2       | Noruega      | 1  | 0      | 0      | 1     |
| 2       | França       | 0  | 1      | 0      | 1     |
| 4       | Estats Units | 0  | 1      | 1      | 2     |
| 5       | Suècia       | 0  | 1      | 0      | 1     |
| 6       | Canadà       | 0  | 0      | 1      | 1     |
| 6       | Hongria      | 0  | 0      | 1      | 1     |
|         |              |    |        |        |       |
| Total   | Total        | 3  | 3      | 3      | 9     |